# Cerro Vilavilque
El cerro Vilavilque (del aymara wila sangre, rojo sangre, brecha willk'i, "brecha roja") es una montaña en la cordillera los Andes entre Chile y Peru, de unos 5000 metros sobre el nivel del mar. Del lado chileno se encuentra en la región de Arica y Parinacota, provincia de Parinacota, y del lado peruano se encuentra en el departamento de Tacna, provincia de Tacna, distrito de Palca. Vilavilque se encuentra al sureste de Queñuta. 